# Denise Levertov
Denise Levertov (Essex, Anglaterra, 24 d'octubre de 1923 – Seattle, Estats Units, 20 de desembre de 1997) fou una poeta anglesa-estatunidenca, figura imprescindible de la poesia i la crítica nord-americanes del segle xx.
Va publicar més de vint llibres de poesia i quatre de prosa. Durant la dècada del 1980 va impartir classes a la Universitat Stanford. Al llarg de la seva vida va rebre nombrosos premis i reconeixements, entre els quals destaquen la Beca Guggenheim o la Medalla Robert Frost. Levertov aparegué entre els 45 poetes inclosos a l'antologia The New American Poetry, considerada el major referent acadèmic de la lírica nord-americana de la postguerra.
No va rebre mai una educació formal. La seva mare, Beatrice Adelaide Spooner-Jones (gal·lesa), es va fer càrrec de l'educació de Denise i la seva germana Olga fins als 13 anys. Beatrice els llegia en veu alta autors com Willa Cather, Joseph Conrad, Charles Dickens o Lev Tolstoi. El seu pare, Paul Philip Levertoff, un jueu rus convertit al cristianisme, donà lliçons esporàdiques de religió a les seves filles i fou un prolífic escriptor en hebreu, alemany, rus i anglès. Denise Levertov va expressar el desig d'esdevenir escriptora als cinc anys. Als dotze va enviar alguns dels seus poemes a T. S. Eliot, que la va aconsellar i encoratjar a seguir escrivint, i als 17 va publicar el seu primer poema en la revista Poetry Quarterly.

## Obra
Durant la Segona Guerra Mundial, Denise Levertov va exercir d'infermera civil a l'àrea de Londres, també durant els bombardejos de Londres. Durant aquesta mateixa època, entre els 17 i 21 anys, va escriure els poemes del seu primer llibre, The Double Image, que va ser publicat just després de la guerra, el 1946. Es considera que aquesta obra, a diferència de les seves posteriors, s'enmarca en el neo-romanticisme anglès dels anys 40. Tot i que alguns poemes del llibre tracten sobre la guerra, no es fa referència directa a aquests esdeveniments. Aquest llibre i el poema publicat en Poetry Quarterly li van valer el reconeixement d'autors com Kennet Rexroth, Herbert Read o Charles Wrey Gardiner, que la van lloar com una jove promesa del corrent poètic anomenat "nou romanticisme".
L'obra poètica de Levertov es relaciona amb temes variats, especialment la política i la guerra (i el que aquesta comporta com a patiment, injustícia i prejudicis). Un altre tema important és la fe, ja que per via paterna va ser influïda pel judaisme i el cristianisme, a més dels contactes amb el misticisme i el transcendentalisme, que es van veure exposats a la seva poesia. En els últims anys de la seva vida es va convertir a la fe catòlica. Pel que fa a això, la poeta Amy Gerstler va escriure a Los Angeles Times Book Review: «Dignitat, reverència i força són paraules que acudeixen a la ment quan es busca com definir… a una de les poetes més respectades d'Amèrica».
Va escriure vint llibres de poesia i crítica. També va fer traduccions i antologies poètiques. Els seus punts de vista sobre la música a la poesia van contribuir a afinar la terminologia i idea de la poesia moderna. Dos elements essencials de la seva obra són la forma orgànica i la pausa versal, als quals va dedicar dos estudis: Algunes notes sobre la forma orgànica i Sobre la funció de la pausa versal.

## Obra publicada
Poesia
- The Double Image (London, UK: The Cresset Press, 1946)
- Here and Now (San Francisco, CA: City Lights Pocket Book Shop, The Pocket Poets Series: Number Six, 1956)
- Overland to the Islands (Highlands, NC: Jonathan Williams, Publisher, 1958)
- With Eyes at the Back of Our Heads (NY: New Directions Publishing Corporation, 1959)
- The Jacob's Ladder (NY: New Directions Publishing Corporation, 1961)
- O Taste and See: New Poems (NY: New Directions Publishing Corporation, 1964)
- The Sorrow Dance (NY: New Directions Publishing Corporation, 1967)
- Relearning the Alphabet (NY: New Directions Publishing Corporation, 1970)
- To Stay Alive (NY: New Directions Publishing Corporation, 1971)
- Footprints (NY: New Directions Publishing Corporation, 1972)
- The Freeing of the Dust (NY: New Directions Publishing Corporation, 1975)
- Life in the Forest (NY: New Directions Publishing Corporation, 1978)
- Collected Earlier Poems 1940–1960 (NY: New Directions Publishing Corporation, 1979)
- Pig Dreams: Scenes from the Life of Sylvia (Woodstock, VT: The Countryman Press, 1981)
- Candles in Babylon (NY: New Directions Publishing Corporation, 1982)
- Poems 1960–1967 (NY: New Directions Publishing Corporation, 1983)
- Oblique Prayers: New Poems (NY: New Directions Publishing Corporation, 1984)
- Poems 1968–1972 (NY: New Directions Publishing Corporation, 1987)
- Breathing the Water (NY: New Directions Publishing Corporation, 1987)
- A Door in the Hive (NY: New Directions Publishing Corporation, 1989)
- Evening Train (NY: New Directions Publishing Corporation, 1992)
- A Door in the Hive / Evening Train (1993)
- Sands of the Well (NY: New Directions Publishing Corporation, 1996)
- This Great Unknowing: Last Poems (NY: New Directions Publishing Corporation, 2000)
- Poems 1972–1982 (NY: New Directions Publishing Corporation, New Directions Paperbook NDP913, 2001)